# Магічні кільця пустелі Каоковельд
Магічні кільця пустелі Каоковельд — загадкові круги, що викликають здивування дослідників вже два століття підряд. Ці круги добре помітні з повітря і виявляються на східних околицях пустелі — від південної Анголи і по усій зоні запустинених і сухих степів.
Помітність цих кілець зумовлюється поселенням по їх краях злаків роду селін (Stipagrostis spp.). Ці круги виявляються впродовж багатьох десятків років. Деякі учені вважають, що причиною їх є діяльність піщаних термітів (Psammotermes spp.) або інших видів термітів (Hodotermes mossambicus, Baucaliotermes hainsei), які утворюють підземні колонії — термітники. Після випадання дощу вода скочується по даху цих куполів-термітників (чи по крайових трубках із зцементованої землі) і накопичується по крайовій кромці, де починає активно проростати «спляче» насіння. Проте загадка цих кругів не може вважатися розкритою, поки не проведені детальні дослідження.

## Ресурси Інтернету
- Аридна рослинність світу. Пустеля Каоковельд [Архівовано 24 липня 2015 у Wayback Machine.]